# Kirchenkreis Fritzlar-Homberg
Der Kirchenkreis Fritzlar-Homberg war ein Kirchenkreis der Evangelischen Kirche von Kurhessen-Waldeck (EKKW) im Sprengel Marburg. 

## Geschichte
Er entstand 2014 durch den Zusammenschluss der beiden Kirchenkreise Fritzlar und Homberg. Zum 1. Januar 2020 verschmolz er mit dem benachbarten Kirchenkreis Melsungen und dem ebenfalls angrenzenden Kirchenkreis Ziegenhain zum Kirchenkreis Schwalm-Eder.
In den 82 Gemeinden des Kirchenkreises lebten 58.855 evangelische Christen. Im Kirchenkreis bestanden sechs Kindertagesstätten in kirchlicher Trägerschaft und das Kirchenkreisamt in Homberg. Letzte Leiter des Kirchenkreises waren die Dekane Helmut Umbach und Sabine Tümmler. Sitz des Dekanats ist Fritzlar.

## Gemeinden
Der Kirchenkreis erstreckte sich in etwa über die Nordhälfte des Schwalm-Eder-Kreises und umfasste die politischen Gemeinden Edermünde, Niedenstein, Gudensberg, Fritzlar, Wabern, Borken, Homberg (Efze), Felsberg, Bad Zwesten, Jesberg, Neuental und Knüllwald.

## Lage
Er grenzte an die kurhessischen Kirchenkreise Wolfhagen und Kaufungen im Norden, Melsungen, Rotenburg und Hersfeld im Osten, Ziegenhain im Süden und Eder im Westen.